# Заречное (Юрьевский район)
Заречное (укр. Зарічне) — село,
Нововязовский сельский совет,
Юрьевский район,
Днепропетровская область,
Украина.
Код КОАТУУ — 1225982507. Население по переписи 2001 года составляло 55 человек .

## Географическое положение
Село Заречное находится на берегу реки Вязовок,
выше по течению на расстоянии в 0,5 км расположено село Нововязовское.
Река в этом месте пересыхает.